# Karl Bergmann (Kunstschmied)
Karl Bergmann (* 11. Juni 1906 in Aachen; † 31. Dezember 1992 in Dresden) war ein deutscher Kunstschmied und Metallgestalter.

## Leben und Werk
Bergmann absolvierte in Aachen eine Lehre als Schlosser, besuchte die Kunstgewerbeschule Aachen und erwarb den Meistertitel des Schlosserhandwerks. Er arbeitete in seinem Beruf und zog später nach Dresden. Dort gründete er 1948 seine Kunstschmiede, die nach seinem Sohn Peter Bergmann (* 1938) inzwischen in dritter Generation von Alexander Bergmann geführt wird.
Karl Bergmann erhielt neben privaten schon bald staatliche Aufträge für künstlerisch anspruchsvolle Arbeiten, so z. B. 1951 für die Diplomatische Mission der DDR in Moskau.
Bergmann war Mitglied des Verbands Bildender Künstler der DDR. Sein fachlicher Rat war in der DDR gefragt. So gehörte er Ende der 1960er Jahre einer Arbeitsgruppe an, die zu künstlerischen Fragen im Zusammenhang mit dem Bau des Dresdener Kulturpalastes konsultiert wurde.
Unter Bergmanns Leitung wurde in seiner Werkstatt eine große Zahl von Kunstwerken für den öffentlichen Raum insbesondere Dresdens und u. a. in Berlin im Treptower Park und an der Archenhold-Sternwarte, in Altenburg, Borna, Meißen, Prerow und Suhl hergestellt. Dabei arbeitete Bergmann um 1970 erstmals mit Chrom-Nickel-Stahl, wozu er sich erst die Technologie erschließen musste.
Bergmann übernahm auch Rekonstruktions- und Restaurierungsaufgaben an historisch bedeutsamen Objekten in Dresden.
Anfang der 1960er Jahre arbeitete der spätere Bildhauer Hans Volker Mixsa bei Bergmann.

## Von der Werkstatt Bergmanns gefertigte Werke (Auswahl)
- Geschmiedete Fenstergitter (um 1950; am damaligen Centrum Warenhaus Dresden Altmarkt)
- Geschmiedete Brüstungsgeländer (um 1955; Dresden, über den Arkaden auf der Westseite des Altmarktes; Mitwirkung von Friedrich Press)
- div. Einrichtungsgegenstände von Gasträumen u. a. geschmiedete Raumteiler und Wand-Kleiderhaken (Dresden, damalige HO-Gaststätte „Sekundogenitur“) z. B.[4][5]
- Friedenstauben (1965, geschmiedete Kugel-Skulptur; Meißen, östlicher Brückenkopf der Altstadtbrücke)
- Springbrunnen Pusteblumen (1969: Dresden; Entwurf Leonie Wirth)[6]
- Springbrunnen Glasbrunnen (1975, Dresden, am Pirnaischen Platz; Entwurf Leonie Wirth; Glasarbeiten Helmut Kappelt)[7]

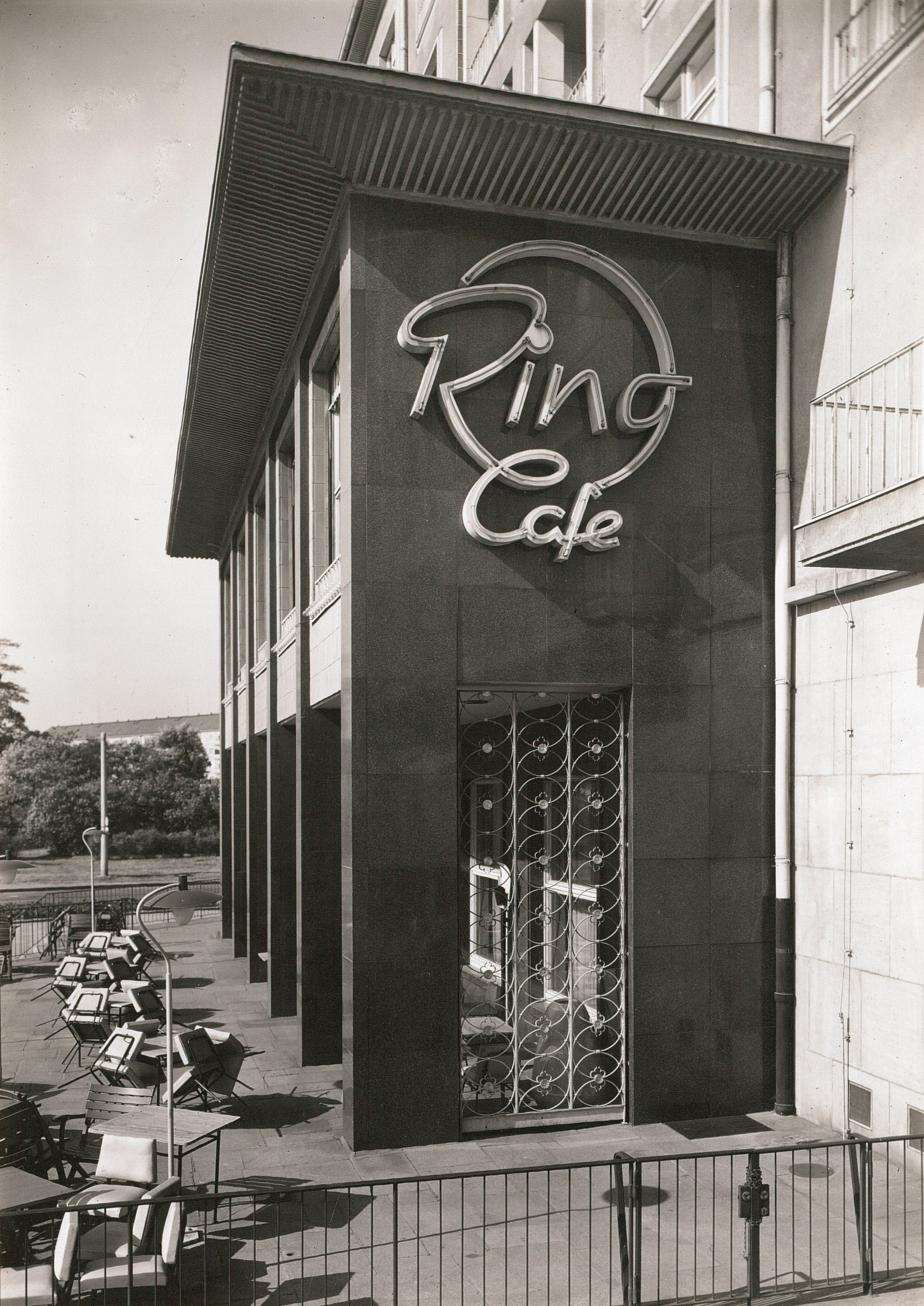
Ziergitter am Café Prag (Dresden)
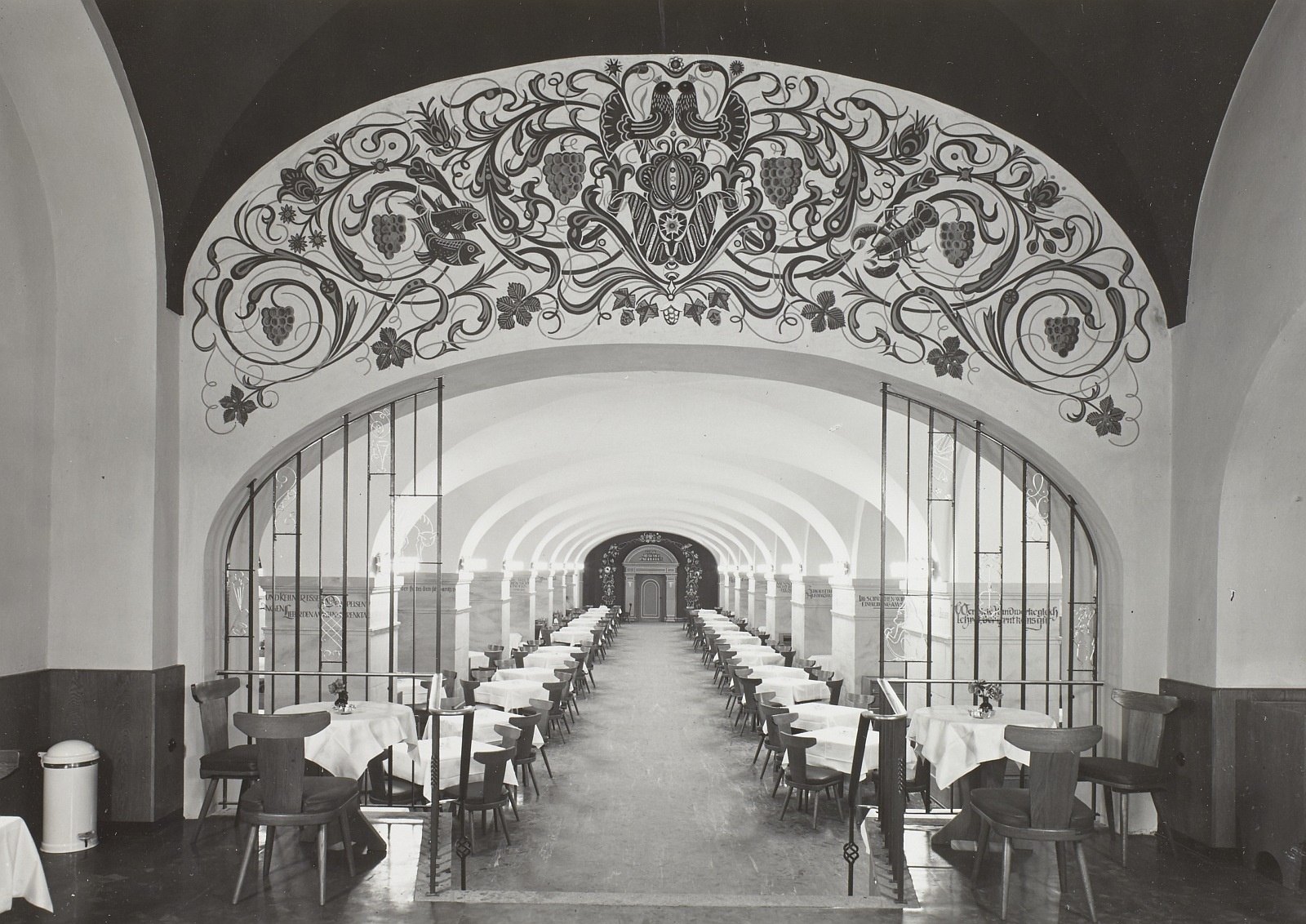
Ziergitter im Ratskeller des Neuen Rathaus (Dresden)
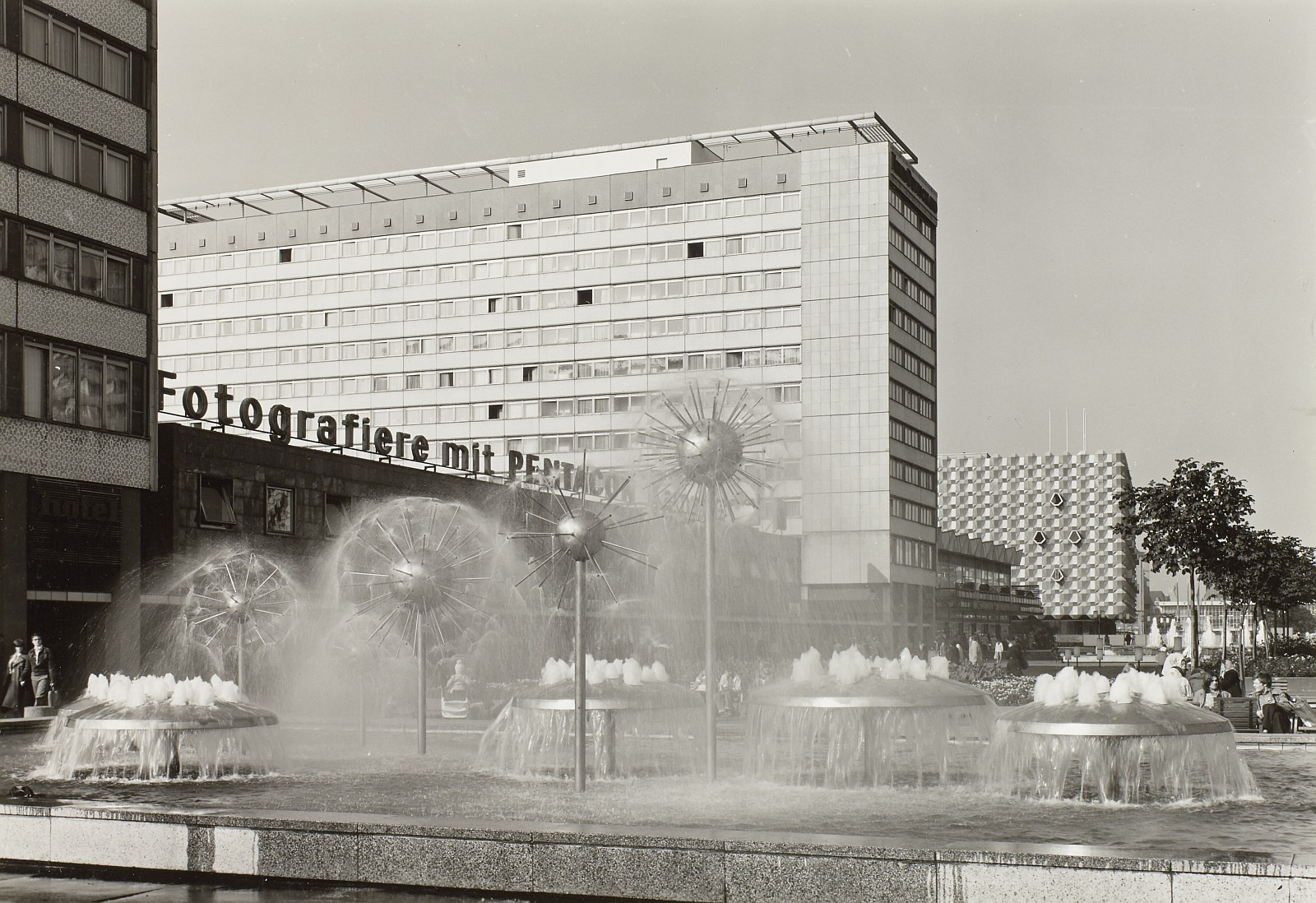
Springbrunnen Pusteblumen (Dresden)
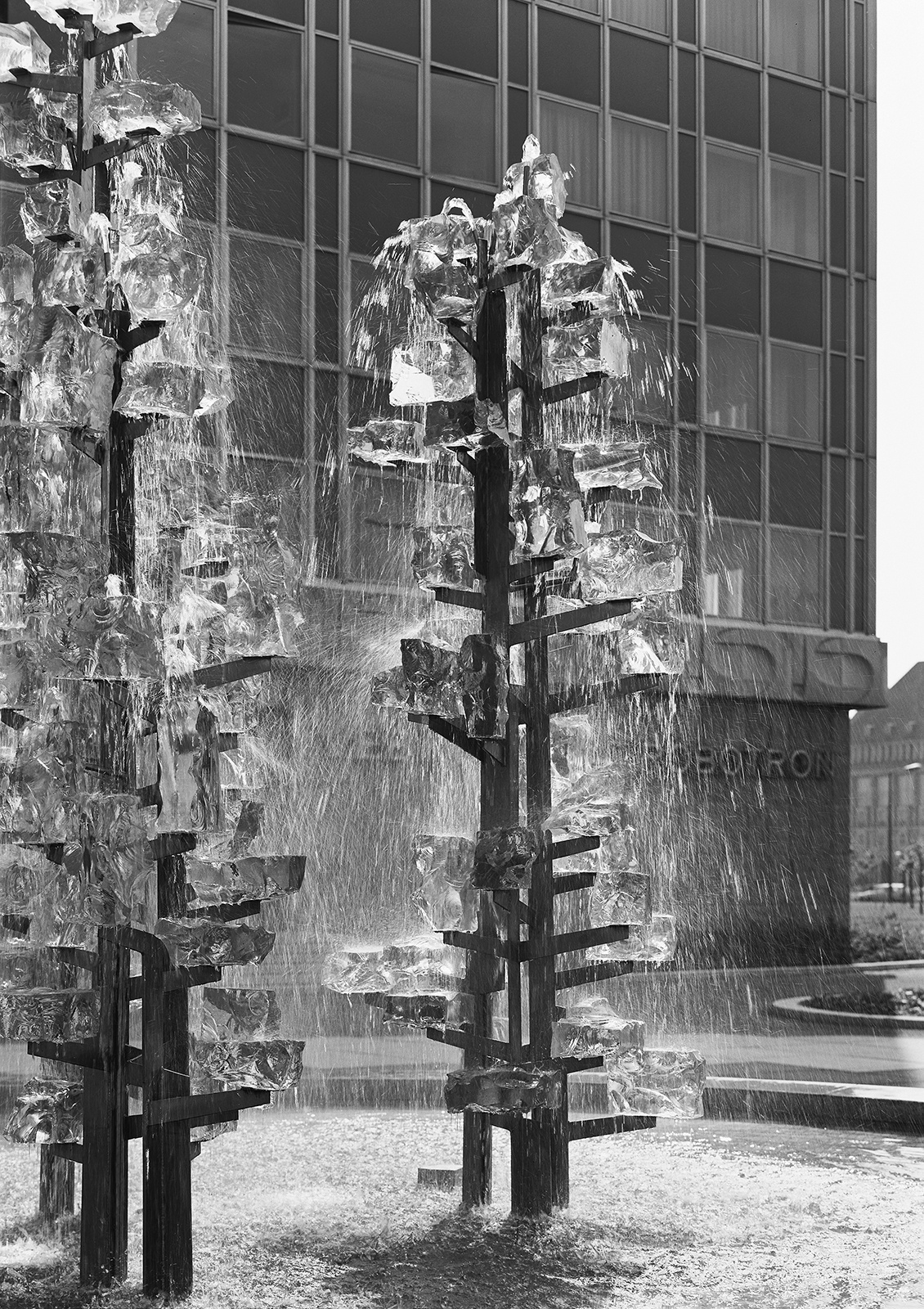
Glasbrunnen (Dresden)
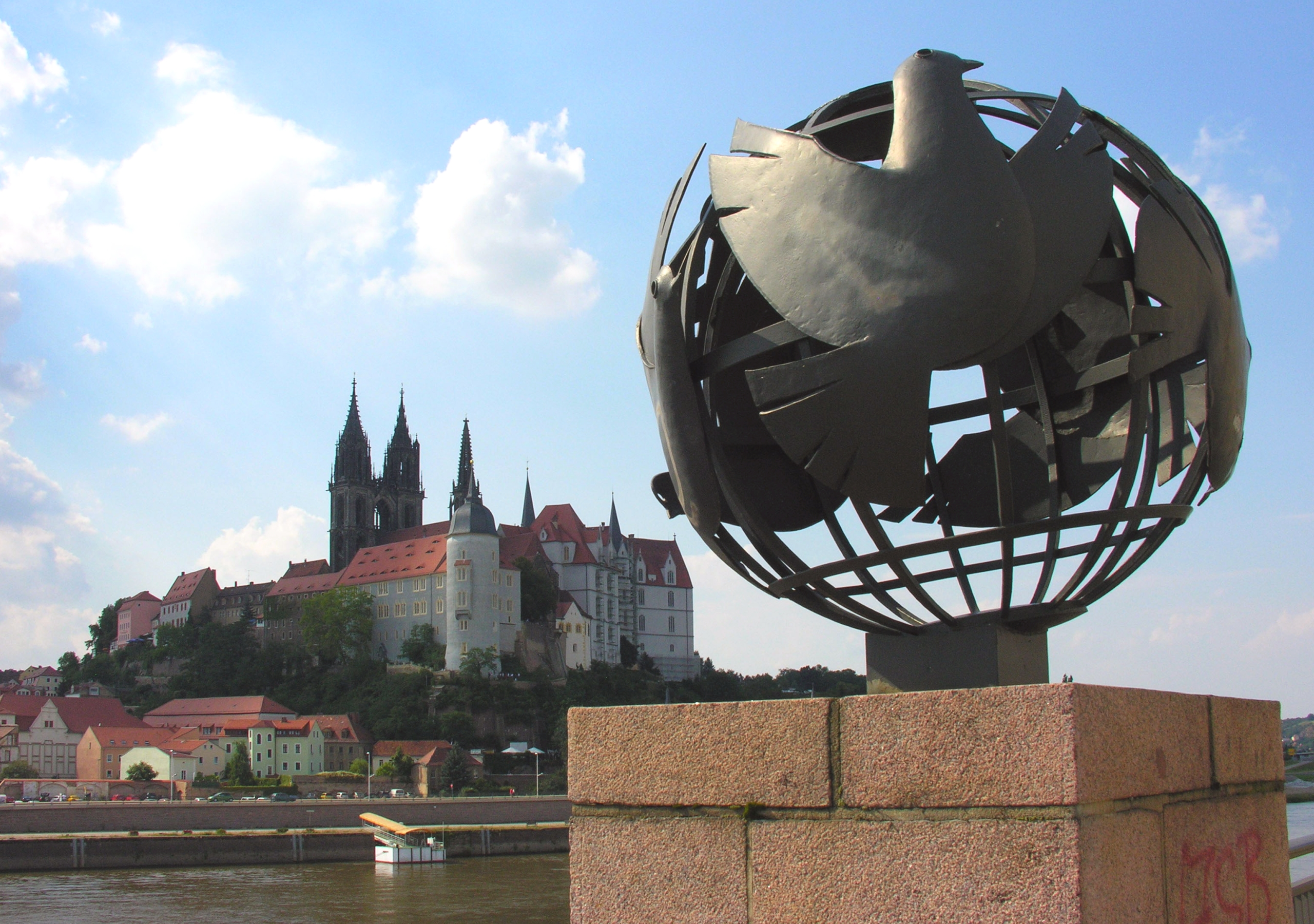
Friedenstauben (Meißen)

### Rekonstruktionen und Restaurierungen
- Statue Ballwerfer von Richard Daniel Fabricius (1983; Restaurierung; Dresden, vor dem Hygienemuseum)
- Statue Bogenschütze von Ernst Moritz Geyger (Restaurierung; Dresden, Staudengarten)
- Brunnen Stürmische Wogen (Restaurierung; Dresden, Albertplatz)
- Statue Saxonia von Johannes Schilling (Restaurierung; Dresden, auf dem Sächsischen Ständehaus)
- geschmiedetes Geländer der doppelläufigen Treppe im Landhaus (1964/1966; Rekonstruktion)

## Ehrungen
- 1979: Medaille 30. Jahrestag der Gründung der DDR
- 1981: Martin-Andersen-Nexö-Kunstpreis

## Ausstellungen (unvollständig)

### Einzelausstellungen
- 1986: Dresden

### Teilnahme an zentralen und wichtigen regionalen Ausstellungen in der DDR
- 1967/1968, 1972/1973 und 1982/1983: Dresden, VI. Deutsche Kunstausstellung und VII. und IX. Kunstausstellung der DDR
- 1972, 1974 und 1979: Dresden, Bezirkskunstausstellungen
- 1981/1982: Halle/Saale, Staatliche Galerie Moritzburg („Metallgestaltung in der DDR. 1. Zentrale Ausstellung“)